# 兴尼雅
兴尼雅（转写：Hingniya），又作兴尼牙，乌拉那拉氏，明朝呕罕河卫都督固森桑古鲁曾孙、乌拉国萨尔达城主、号贝勒，为乌拉国主同族，曾尝试夺取国主之位，事败后投靠叶赫、后又逃往科尔沁部。

## 生平
兴尼雅为扈伦国主纳齐布禄六世孙，其曾祖固森桑古鲁曾以中书舍人身份入明朝贡，后被封为呕罕河卫都督，因帮助从孙布颜创立乌拉国有功，被委任为萨尔达城主。兴尼雅袭职后，正值满泰在位之时，乌拉在古勒山之战中惨败于建州，满泰之弟布占泰被俘。乌拉因此改变策略，疏远叶赫，亲善建州。而兴尼雅因与叶赫国主联姻，为乌拉内部的亲叶赫派首领，不愿乌拉同建州接近，故屡次向满泰提议出兵建州，实际上是希望借建州之手除掉被俘的布占泰，使乌拉能够因此坚定的与叶赫联盟，但均被满泰拒绝。另一方面，兴尼雅还有取代国主的野心，他非常忌惮布占泰的能力，认为布占泰如果回到乌拉会影响其篡位计划。兴尼雅还撤废萨尔达城，率部返回乌拉都城驻守，希望能更加接近政治权力中心。
1596年，满泰在巡边时被杀，兴尼雅被认为是幕后主使。事后，返回都城，实际上夺取了国主之权，然而，乌拉祖训规定，前任国主如无指定继承人，将以宗族合议的方式来决定。与此同时，建州听闻满泰被刺，派兵护送布占泰回乌拉继位，又获得其叔父博克多的大力支持，兴尼亚事败，投奔叶赫，后又逃往科尔沁，其诸子乌纳布、弩克他喀、克他喀在清初才被招还，编入满泰第三子正白旗阿布泰管辖的佐领。因纳喇氏祖训有“宗族谋逆出谱”之言，故其本人及后裔不入家谱。